# Tjeckiens herrlandslag i ishockey

Tjeckiens landslag använder landets statsvapen.

Tjeckiens herrlandslag i ishockey bildades tillsammans med Slovakiens herrlandslag i ishockey då Tjeckoslovakiens landslag upphörde efter världsmästerskapet 1992, i samband med att staten Tjeckoslovakien den 1 januari 1993 delades upp i staterna Slovakien och Tjeckien. 
Den 30 augusti 1992 spelade Tjeckien sin första landskamp, mot Ryssland i Helsingfors, och förlorade med 2–3 vid Sauna Cup 1992.
I VM och OS fick Tjeckien stanna i världstoppen, och Slovakien börja om i de lägre divisionerna. Redan från början stod det klart att Tjeckiens landslag var starkare än Slovakien, och först mot slutet av 1990-talet började Slovakien komma upp i ungefär samma standard. Tjeckien vann sin första VM-medalj som ny stat redan vid första framträdandet, vilket skedde vid världsmästerskapet 1993 i Tyskland, där Tjeckien tog brons. Första tjeckiska VM-guldet kom vid världsmästerskapet 1996 i Wien i Österrike, då Kanada finalbesegrades med 4–2.
Tjeckien dominerade världsishockeyn på herrsidan i slutet av 1990-talet och början av 2000-talet, med OS-guld 1998 och tre raka VM-guld; 1999 i Norge, 2000 i Ryssland och 2001  i Tyskland. Därefter dröjde det till  världsmästerskapet 2005 i Wien i Österrike innan Tjeckiens nästa VM-guld kom. Året därpå, 2006 i Riga i Lettland, var laget åter i final men förlorade då mot Sverige med 0–4.
2010 vann Tjeckiens sitt sjätte VM-guld, efter att ha besegrat Ryssland med 2–1 i finalen. Efter 2012 vann inte tjeckerna medaljer från IIHF-turneringar till och med 2022 års världsmästerskap, vilket var deras längsta medaltork i historien. Efter 2023 års världsmästerskap blev landslaget rankat 8:a i världen, vilket var sämre än någonsin. 2024 blev man världsmästare igen efter att ha besegrat Schweiz med 2-0 vid finalen i Prag.

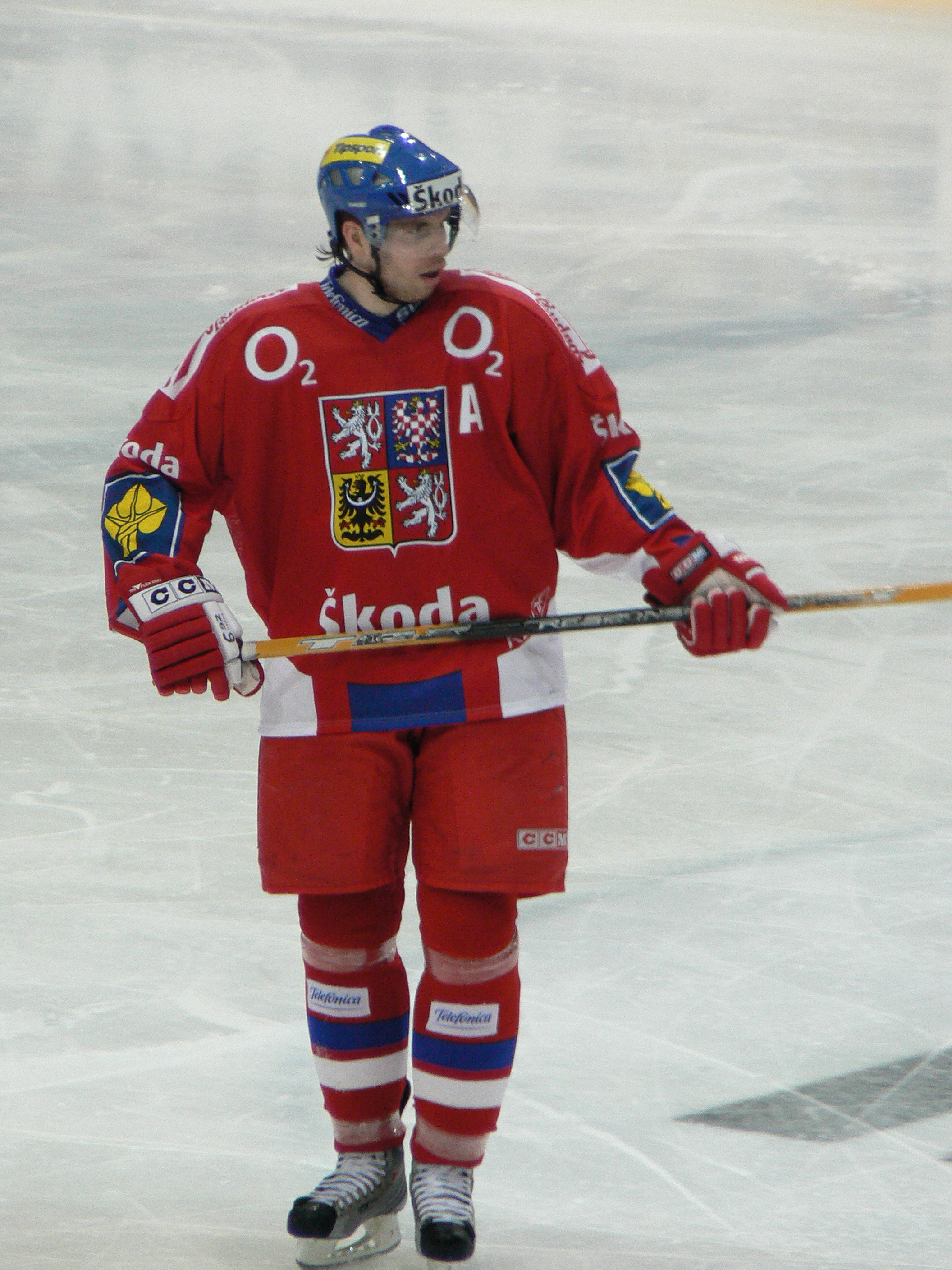
Tomáš Žižka spelar för Tjeckien vid Oddset Hockey Games i Sverige i februari 2008.

## Profiler
- Roman Čechmánek
- Patrik Eliáš
- Roman Hamrlík
- Dominik Hašek
- Martin Havlát
- Milan Hejduk
- Jaromír Jágr
- Robert Lang
- Petr Nedvěd
- Václav Prospal
- Martin Ručinský
- Petr Sýkora
- Tomáš Vokoun
- Marek Židlický

## Tränare

### Olympiska spel
- 1994 – Ivan Hlinka
- 1998 – Ivan Hlinka
- 2002 – Josef Augusta
- 2006 – Alois Hadamczik
- 2010 – Vladimír Růžička
- 2014 – Alois Hadamczik
- 2018 – Josef Jandač
- 2022 – Filip Pešán

### Världsmästerskap
- 1993–1994 – Ivan Hlinka
- 1995–1996 – Luděk Bukač
- 1997–1999 – Ivan Hlinka
- 2000–2002 – Josef Augusta
- 2003–2004 – Slavomír Lener
- 2005 – Vladimír Růžička
- 2006–2008 – Alois Hadamczik
- 2009–2010 – Vladimír Růžička
- 2011–2013 – Alois Hadamczik
- 2014–2015 – Vladimír Růžička
- 2016 – Vladimír Vůjtek
- 2017–2018 – Josef Jandač
- 2019 – Miloš Říha
- 2021 – Filip Pešán
- 2022 – Kari Jalonen

## Olympiska resultat
- 1994 - Femte plats
- 1998 - Guldmedalj
- 2002 - Sjunde plats
- 2006 - Bronsmedalj
- 2010 - Sjunde plats
- 2014 - Sjätte plats
- 2018 - Fjärde plats
- 2022 - Nionde plats

## Resultat i World Cup
- 1996 - Utslagna i gruppspel
- 2004 - Utslagna i semifinal
- 2016 - Utslagna i gruppspel

## Resultat i världsmästerskap
- 1993 - bronsmedalj
- 1994 - sjunde plats
- 1995 - fjärde plats
- 1996 - guldmedalj
- 1997 - bronsmedalj
- 1998 - bronsmedalj
- 1999 - guldmedalj
- 2000 - guldmedalj
- 2001 - guldmedalj
- 2002 - Femte plats
- 2003 - Fjärde plats
- 2004 - Femte plats
- 2005 - guldmedalj
- 2006 - silvermedalj
- 2007 - sjunde plats
- 2008 - femte plats
- 2009 - sjätte plats
- 2010 - guldmedalj
- 2011 - bronsmedalj
- 2012 - bronsmedalj
- 2013 - sjunde plats
- 2014 - fjärde plats
- 2015 - fjärde plats
- 2016 - femte plats
- 2017 - sjunde plats
- 2018 - sjunde plats
- 2019 - Fjärde plats
- 2021 - sjunde plats
- 2022 - bronsmedalj
- 2023 - åttonde plats
- 2024 - guldmedalj

## Världsmästerskapsstatistik

### 1993–2006
| Världsmästerskapsturneringar | Matcher | Segrar | Oavgjorda | Förluster | Gjorda mål | Insläppta mål | Poäng |
| ---------------------------- | ------- | ------ | --------- | --------- | ---------- | ------------- | ----- |
| A-VM                         | 119     | 86     | 10        | 23        | 444        | 230           | 182   |
| B-VM/Division I              | 0       | 0      | 0         | 0         | 0          | 0             | 0     |
| C-VM/Division II             | 0       | 0      | 0         | 0         | 0          | 0             | 0     |
| D-VM/Division III            | 0       | 0      | 0         | 0         | 0          | 0             | 0     |

### 2007–
| VM-Turneringar | Matcher | Segrar | Förluster | Sudden deaths-/Straffläggningssegrar | Sudden deaths-/Straffläggningsförluster | Gjorda mål | Insläppta mål | Poäng |
| -------------- | ------- | ------ | --------- | ------------------------------------ | --------------------------------------- | ---------- | ------------- | ----- |
| VM             | 77      | 40     | 23        | 8                                    | 5                                       | 247        | 172           | 141   |
| Division I     | 0       | 0      | 0         | 0                                    | 0                                       | 0          | 0             | 0     |
| Division II    | 0       | 0      | 0         | 0                                    | 0                                       | 0          | 0             | 0     |
| Division III   | 0       | 0      | 0         | 0                                    | 0                                       | 0          | 0             | 0     |

- ändrat poängsystem efter VM 2006, där seger ger 3 poäng istället för 2 och att matcherna får avgöras genom sudden death (övertid) och straffläggning vid oavgjort resultat i full tid. Vinnaren får där 2 poäng, förloraren 1 poäng.